# Herman Hertzberger

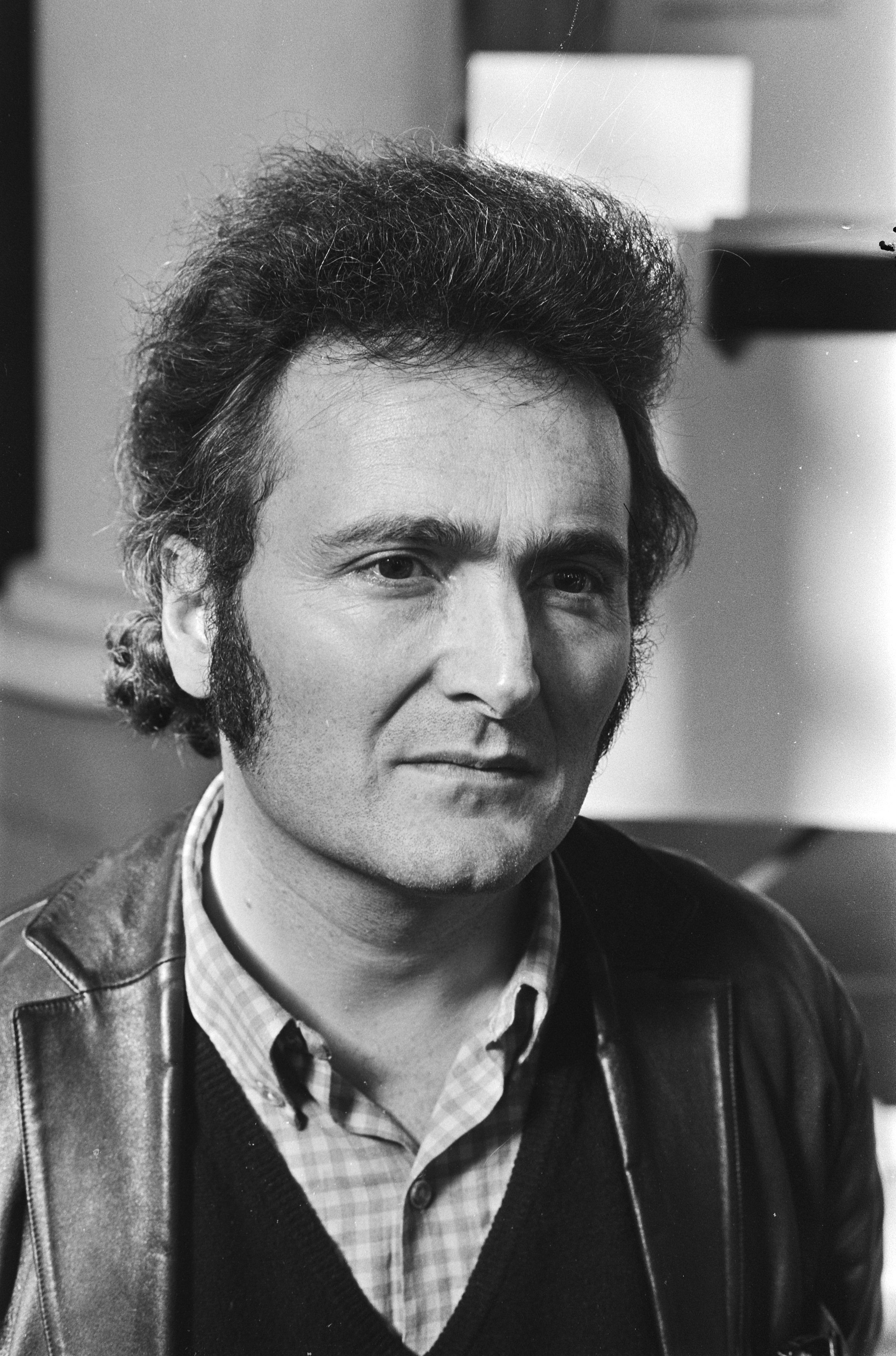
Herman Hertzberger, 1970

Herman Hertzberger (* 6. Juli 1932 in Amsterdam) ist ein niederländischer Architekt. Er ist ein Vertreter des Strukturalismus in der Architektur. Mit seinen Bauten und Theorien hat er einen bedeutenden Beitrag zu dieser Architekturströmung geliefert.

## Leben
Hertzberger studierte Architektur an der Technischen Universität Delft. Nach Abschluss des Studiums eröffnete er 1958 ein eigenes Architekturbüro. 1959 bis 1963 gehörte er zusammen mit Aldo van Eyck und Jaap Bakema der Redaktion der Zeitschrift Forum an. 1970 wurde er als Professor an die Technische Universität in Delft berufen, 1982 bis 1986 lehrte er als Gastprofessor an der Universität Genf, wo er 1986 bis 1993 eine Professur innehatte. Während seiner Professur in Delft initiierte und organisierte er zahlreiche Editionen von INDESEM (International Design Seminar), aus dem 1990 das Berlage Institut Amsterdam hervorging. Von 1990 bis 1995 war Hertzberger am Berlage Institut als Dekan tätig. Hertzberger wurde 1975 zum Ehrenmitglied an der Königlichen Akademie Belgiens ernannt und 1991 zum Ritter des Orden von Oranien-Nassau. Der Bund Deutscher Architekten BDA hat ihn 1983 zum Ehrenmitglied berufen.
Zu den wichtigsten Bauten Hertzbergers gehört das Verwaltungsgebäude der Versicherung Centraal Beheer in Apeldoorn (1968–1972), in dem er „polyvalente Räume“ schuf, die je nach Geschmack der Mitarbeiter und Angestellten unterschiedliche Einrichtungen erhielten. Centraal Beheer gehört zu den einflussreichen Vorbildern der Partizipations-Bewegung der 1960-70er Jahre, zusammen mit den Diagoon-Häusern in Delft und weiteren Projekten. Initiator der Partizipation in der Architektur – der Beteiligung der späteren individuellen Nutzer am Gestaltungsprozess – war John Habraken mit seinem Buch und Manifest Die Träger und die Menschen aus dem Jahr 1961.
Die Bautätigkeit von Herman Hertzberger konzentrierte sich auf die Niederlande, aber er verwirklichte auch Bauten in Deutschland, Italien und Japan.

## Werke (Auswahl)

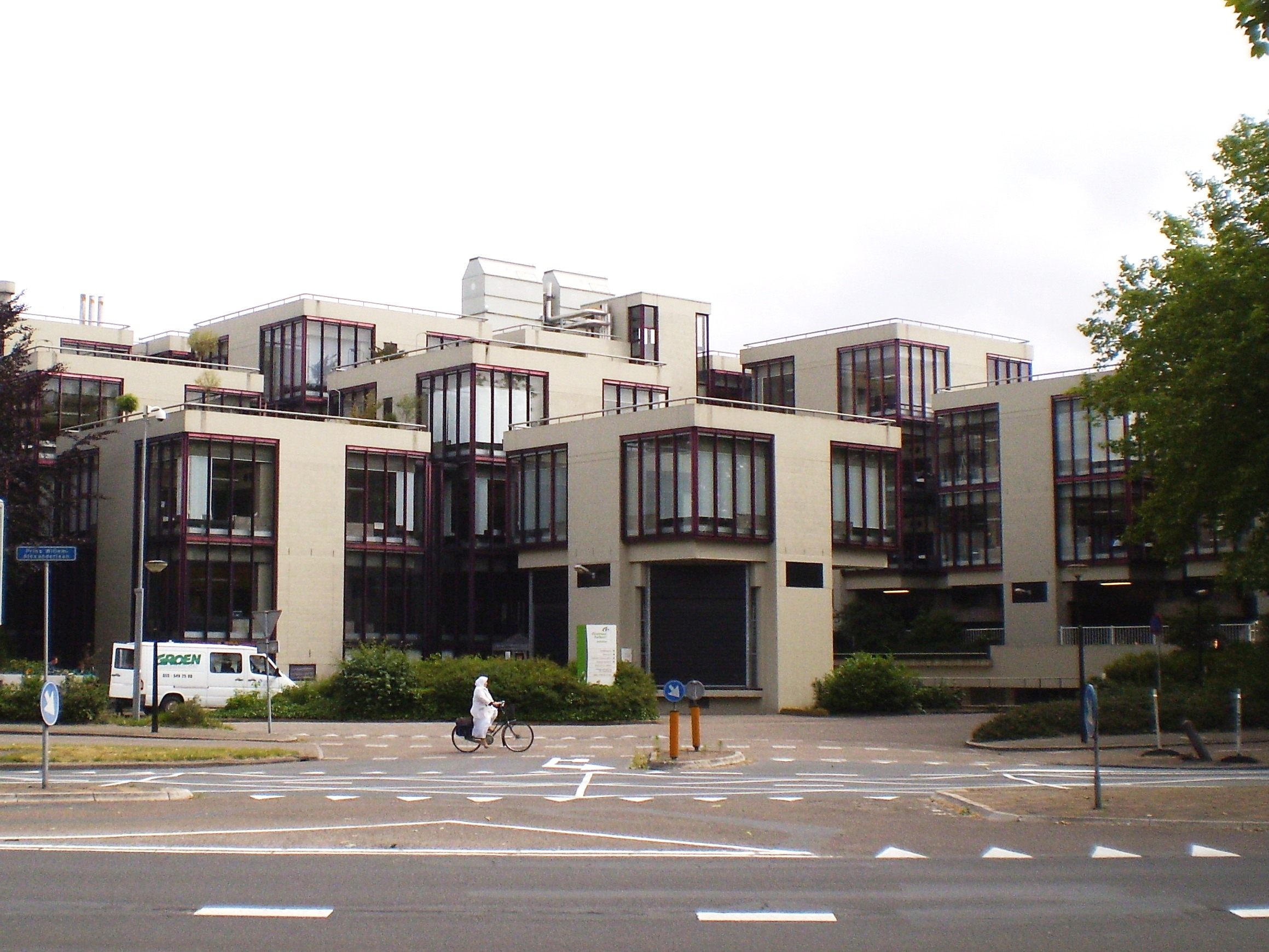
Bürogebäude Centraal Beheer in Apeldoorn, Partizipation der Mitarbeiter beim Innenraum, 1972

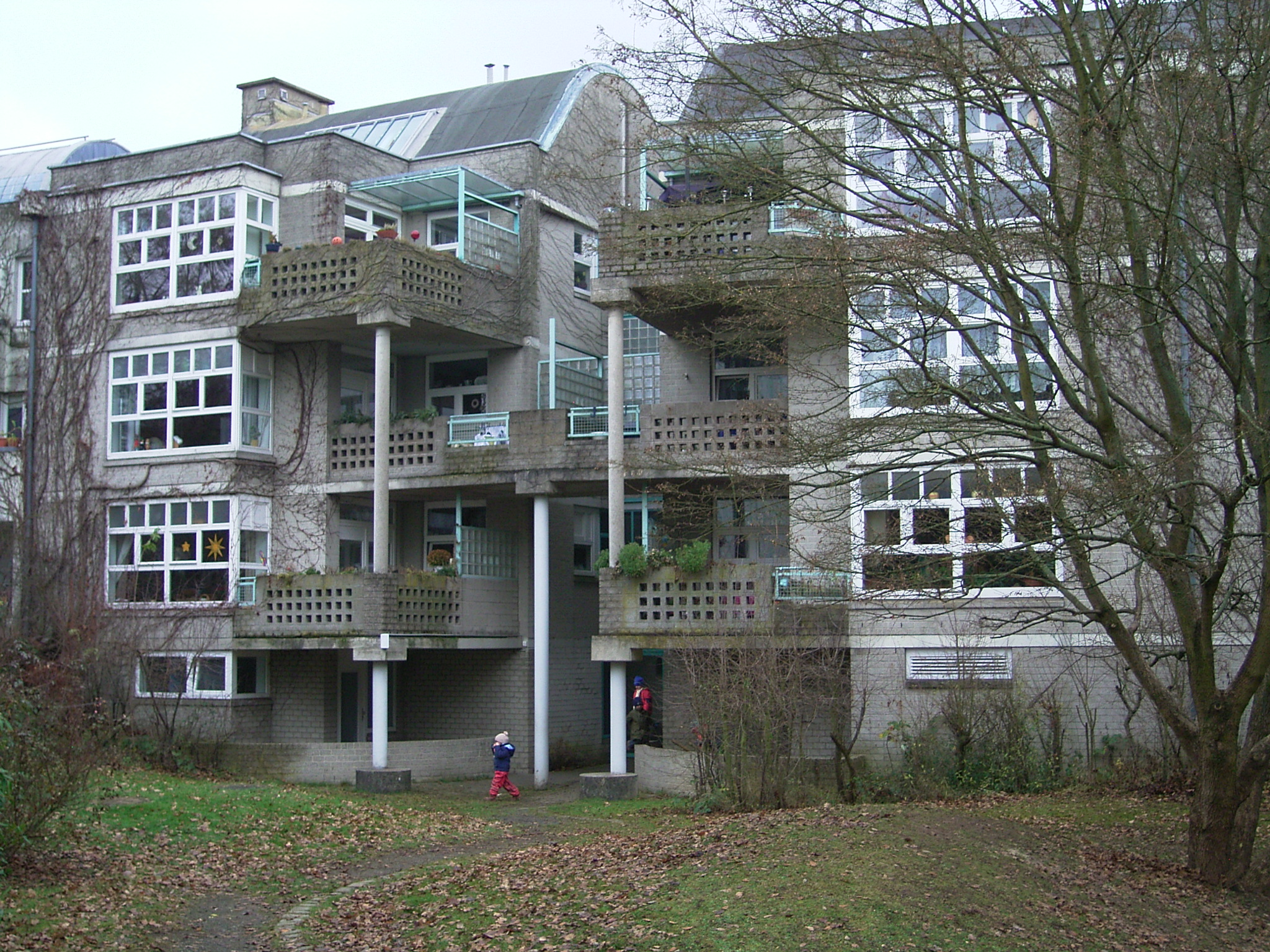
Wohnungsbau im Rahmen der documenta urbana, Teil der Wohnschlange (Bauzeit 1980–1982, Photo 2008)

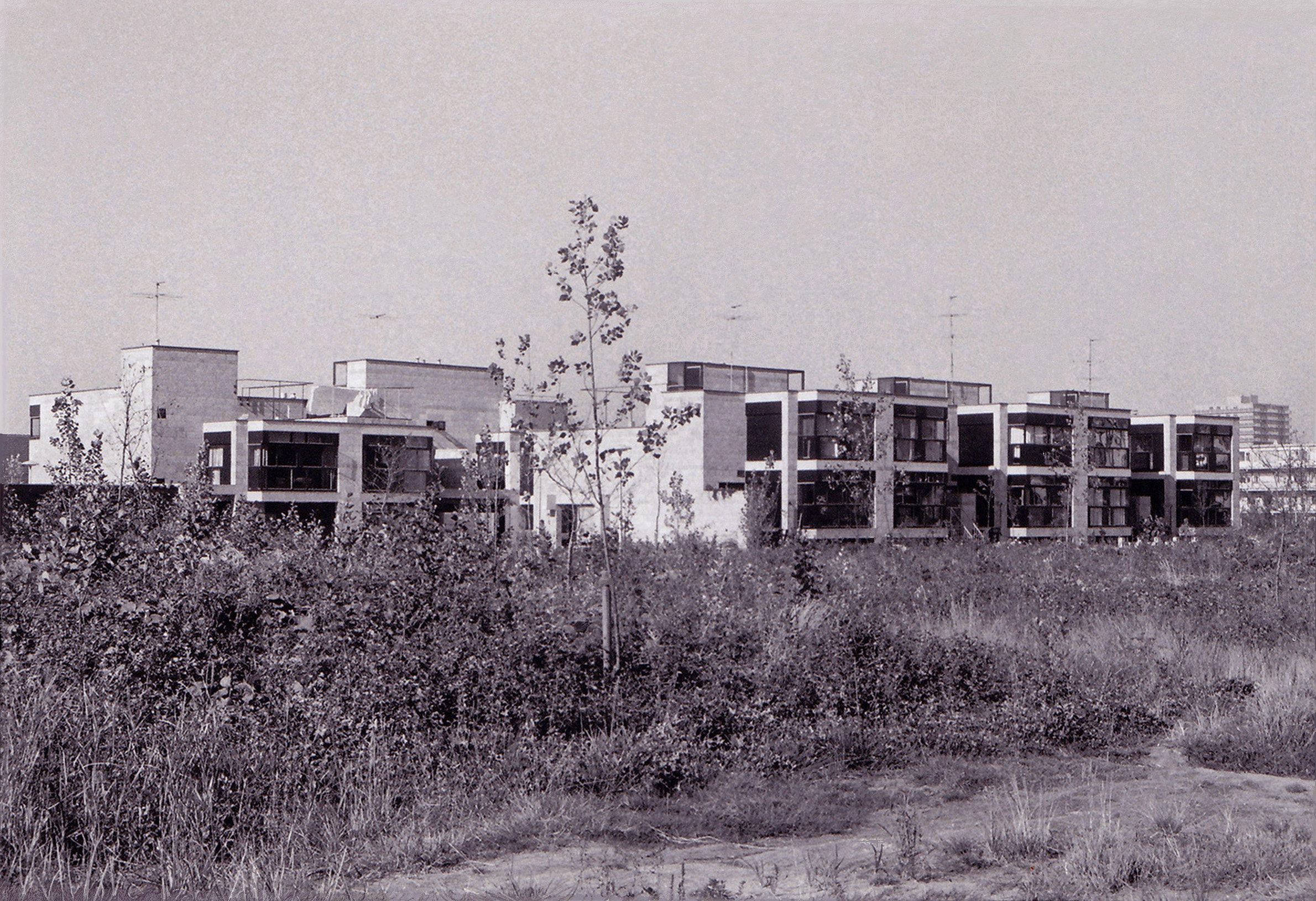
Wohnsiedlung Diagoon in Delft, 1971

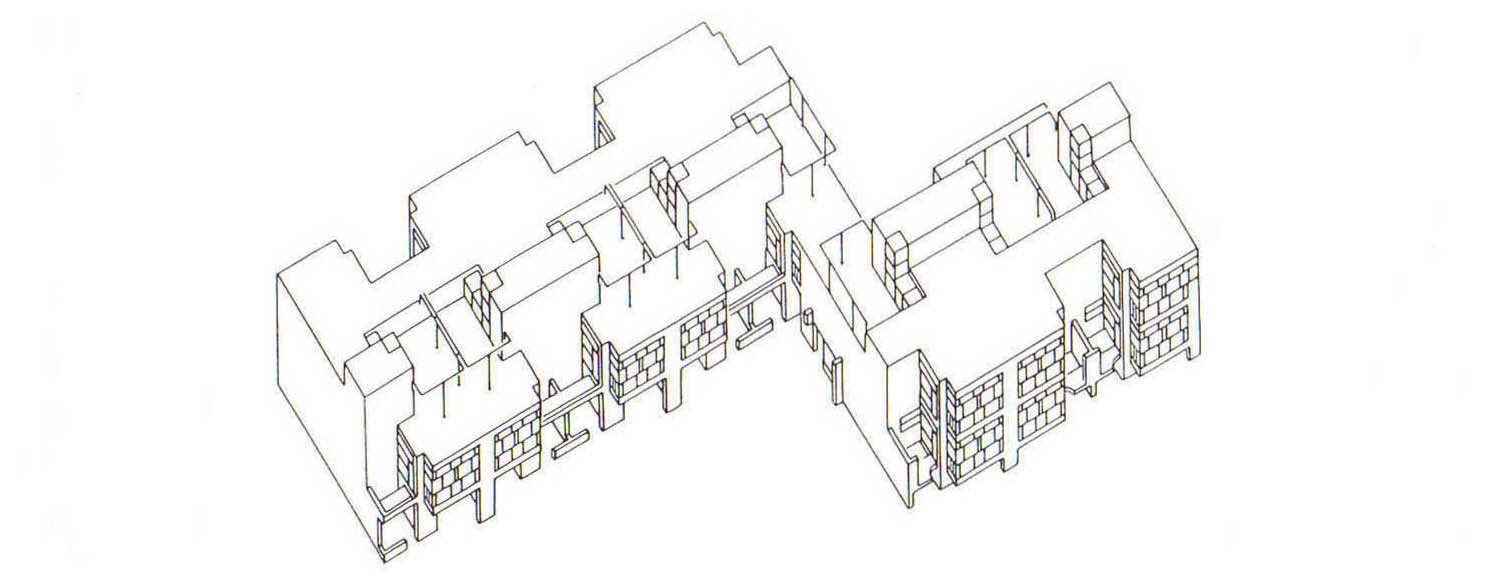
Wohnsiedlung Diagoon

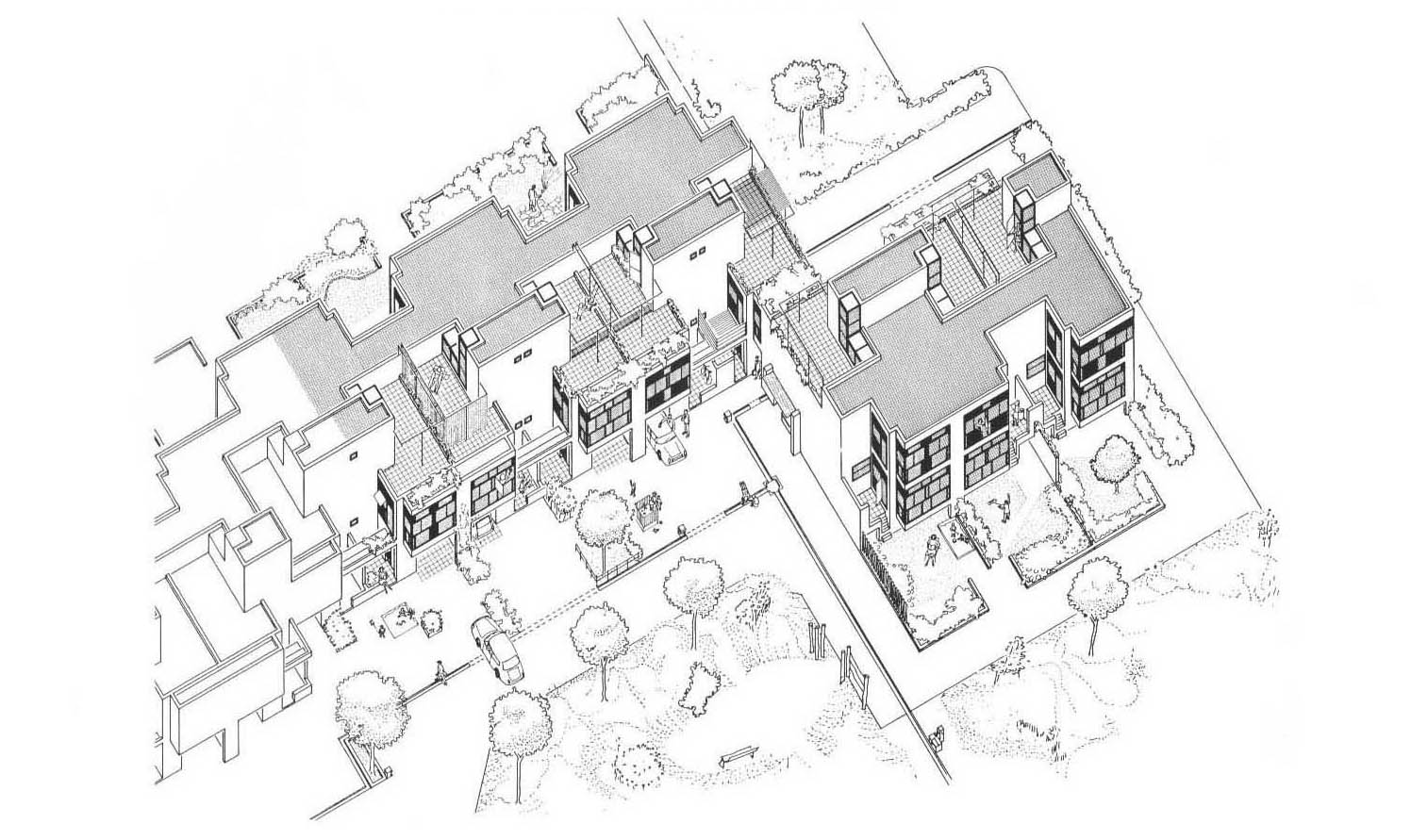
Wohnsiedlung Diagoon, Partizipation der Bewohner: Interieur, Fassade und Umgebung

- 1959–1966: Studentenheim in Amsterdam
- 1960–1966: Montessorischule in Delft
- 1964–1974: Senioren- und Behindertenwohnanlage De Drie Hoven in Amsterdam
- 1968–1972: Bürogebäude Centraal Beheer in Apeldoorn
- 1968–1971: Wohnhäuser Diagoon in Delft[2]
- 1973–1978: Musikzentrum Vredenburg in Utrecht
- 1979–1982: Wohnungsbau Haarlemmer Houttuinen in Amsterdam
- 1979–1982: Wohnsiedlung documenta urbana in Kassel, städtebauliche Planung (1979, gemeinsam mit anderen) und Gebäudeplanung (1980–1982)
- 1979–1990: Ministerium für Arbeit und Soziale Angelegenheiten in Den Haag
- 1980–1983: Apolloschulen in Amsterdam
- 1980–1984: Seniorenwohnanlage De Overloop in Almere Haven
- 1982–1986: Wohnungsbau LiMa in Berlin
- 1984–1986: Schule und Kindergarten De Evenaar in Amsterdam
- 1986–1993: Theaterzentrum Spui in Den Haag
- 1988–1989: Erweiterung der Schule in Aerdenhout
- 1989–1992: Wohnhäuser in Almere
- 1990–1992: Kindergarten und Schule De Polygoon in Almere
- 1990–1993: Bürogebäude Benelux Merkenbureau in Den Haag
- 1990–1995: Erweiterung des Bürogebäudes Centraal Beheer in Apeldoorn
- 1991–1993: Bibliothek und Musikzentrum für Kunst und Musik in Breda
- 1992–1995: Chassé-Theater in Breda
- 1993–1995: De Bombardon Schule in Almere
- 1993–1996: Markant Theater in Uden
- 1993–1996: Anne-Frank-Schule und Wohnbau in Papendrecht
- 1993–1997: Wohnkomplex in Düren
- 2000–2002: Bürogebäude Il Fiore, Céramique, Maastricht
- 2001–2003: Bürogebäude Mediapark 4, Köln[3]